# Kazuo Ueda
Kazuo Ueda (植田 和男, Ueda Kazuo, うえだ かずお), né le 20 septembre 1951, est un économiste japonais. Il a enseigné à l'université de Tokyo et à l'université pour femmes Kyoritsu. Il a été président de la Japan Economic Association. 
Membre du conseil de la Banque du Japon au milieu des années 1990, il en est nommé gouverneur en 2023. 

## Biographie

### Jeunesse et études
Il suit ses études supérieures à l'université de Tokyo, où il obtient une licence de mathématiques. Il étudie ensuite au sein de la faculté d'économie et a Hirofumi Uzawa comme enseignant d'économie mathématique. Il obtient son doctorat en économie en 1980 au Massachusetts Institute of Technology, pour une thèse supervisée par Stanley Fischer.

### Parcours professoral
Il enseigne à l'université de la Colombie-Britannique, puis à l'université d'Osaka. Il est nommé à l'université de Tokyo en 1989, et ne quitte son poste qu'en 2017 pour devenir professeur émérite de cette université. Il enseigne depuis lors à l'université pour femmes Kyoritsu, à Tokyo,. Il a publié des articles académiques au sein de la Banque des règlements internationaux.
Il est président de la Japan Economic Association d'avril 2011 à juin 2012.

### Parcours professionnel
Entre 1985 et 1987, Ueda est attaché de recherche au sein de l'Institut des affaires fiscales et monétaires du ministère des Finances japonais. Il y travaille aux côtés d'Heizō Takenaka. Il étudie les causes et les fondements de l'excédent de la balance courante japonaise.
Kazuo Ueda est nommé au sein du conseil de la Banque du Japon en 1998. Il est l'une des premières personnes à avoir proposé et conceptualisé l'assouplissement quantitatif. Il a également poussé la Banque du Japon à mettre en place une politique de forward guidance et de taux d'intérêt zéro. Ses fonctions cessent en 2005.
Le Premier ministre Fumio Kishida le nomme gouverneur de la banque centrale en 2023. Il s'agit de la première fois qu'un enseignant-chercheur dirige l'institution au Japon depuis la Seconde Guerre mondiale.